# Cayo Grande (Ciego de Ávila)
Cayo Grande es una isla en el mar Caribe que pertenece al archipiélago conocido como Jardines de la Reina en la República de Cuba. Posee 23,5 kilómetros cuadrados de superficie y se localiza en las coordenadas geográficas 20°57′31″N 79°08′03″O / 20.95861, -79.13417 al sureste del canal Bocagrande, al suroeste de Cayo Cuervo, al este de Cayo Cargado y al noreste de Cayo Caballones. Administrativamente depende de la provincia de Ciego de Ávila.